# Paul Theissen (Maler)
Paul Theissen (* 10. März 1915 in Essen; † 1994 in Kleve) war ein deutscher Maler.

## Leben und Werk
Paul Theissen wurde von 1934 bis 1936 bei Josef Urbach an der Folkwangschule in Essen zum Grafiker ausgebildet. Ab 1937 arbeitete er als Illustrator beim Essener Bildgut-Verlag und schuf Bilder zu Kinderbüchern. Seit 1942 war er als freischaffender Maler und Grafiker in Kleve ansässig.
Theissen war Mitglied im von Hanns Lamers und Walther Brüx 1936 in Kleve gegründete „Künstlergilde Profil“, das ab 1947 unter den Namen Niederrheinischer Künstlerbund fortgeführt wurde.
Theissen fühlte eine große Verbundenheit zur niederrheinischen Landschaft, die er fast täglich zeichnete und aquarellierte. Da ihm ein akademisches Kunststudium durch den Zweiten Weltkrieg verwehrt geblieben war, erarbeitete er sich auf diese Weise künstlerische Erfahrung, Orts- und Motivkenntnissen, vergleichbar mit der Auffassung der Maler der Koekkoek-Schule, denen das Zeichnen in der Natur über alles andere Studium ging.
Theissen arbeitete auch als Illustrator und gab Unterricht im Aquarellieren und Zeichnen.
Er beteiligte sich an Ausstellungen in Essen, Duisburg, München sowie an den Ausstellungen der Künstlergilde „Profil“ und des Niederrheinischen Künstlerbundes Kleve.
2015 fand zu seinem 100. Geburtstag eine Ausstellung im Museum Haus Koekkoek statt.

## Galerie

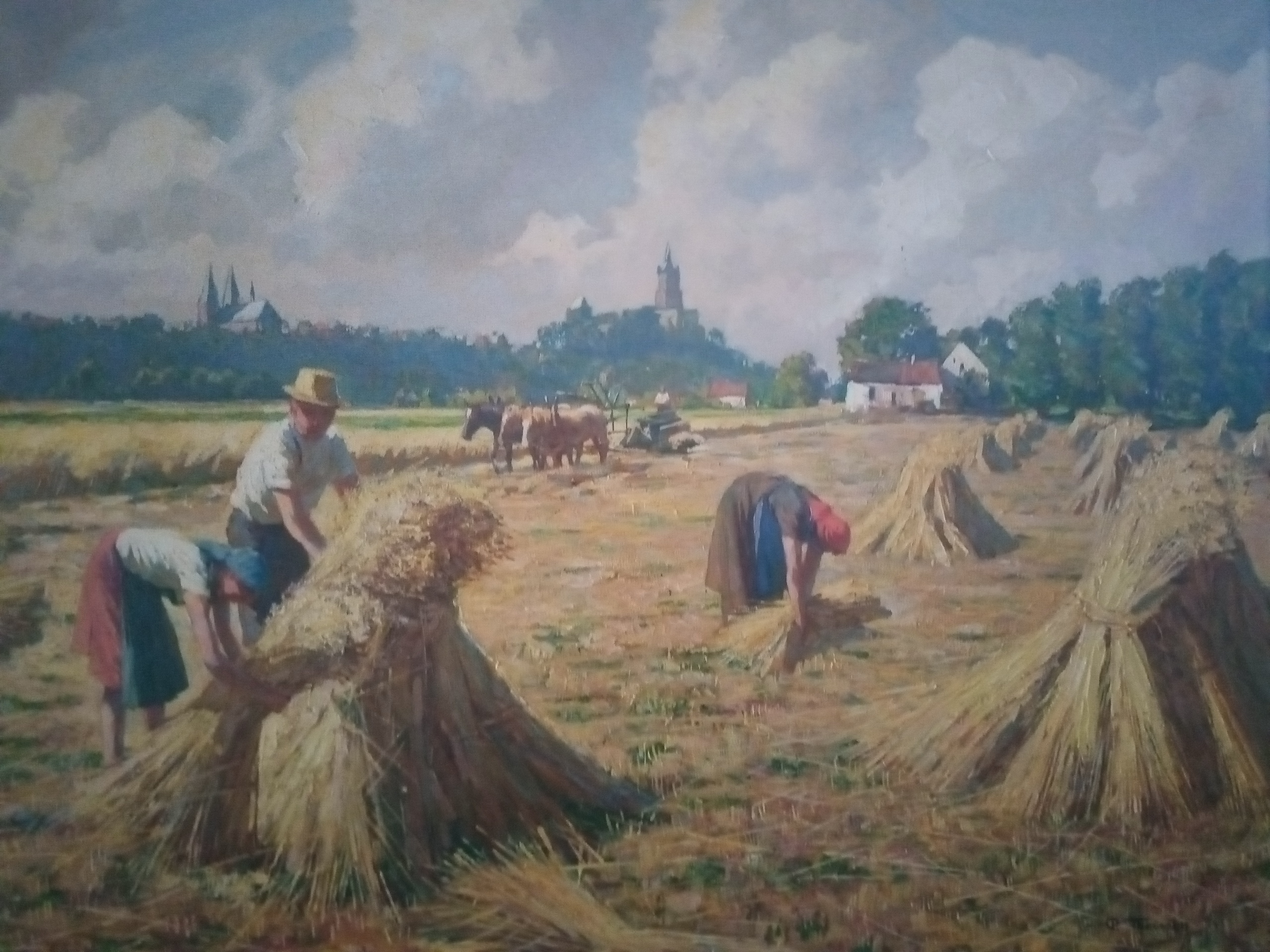
Gemälde: Kornernte bei Kleve (um 1950)
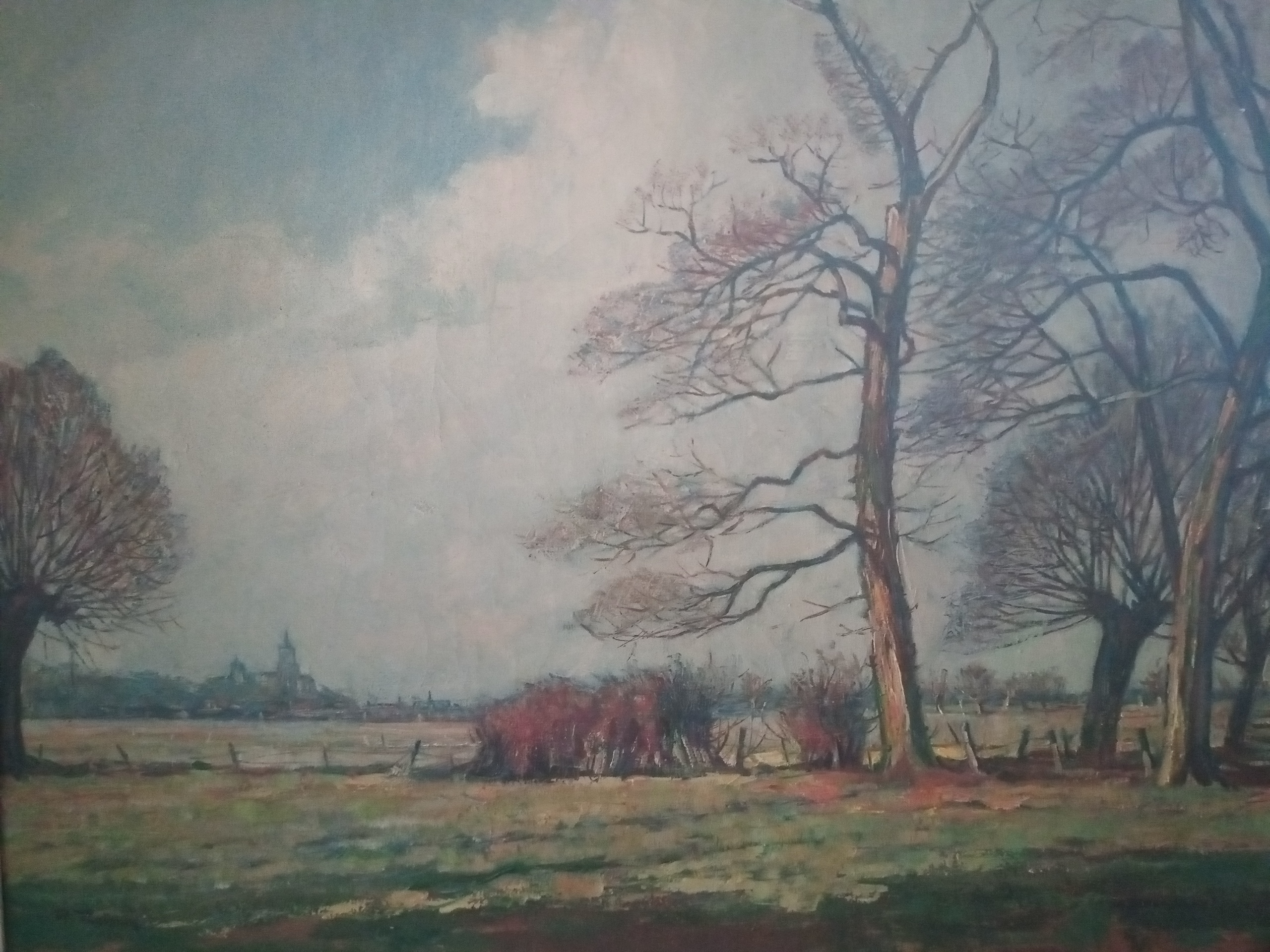
Gemälde: Landschaft bei Kleve (um 1970)
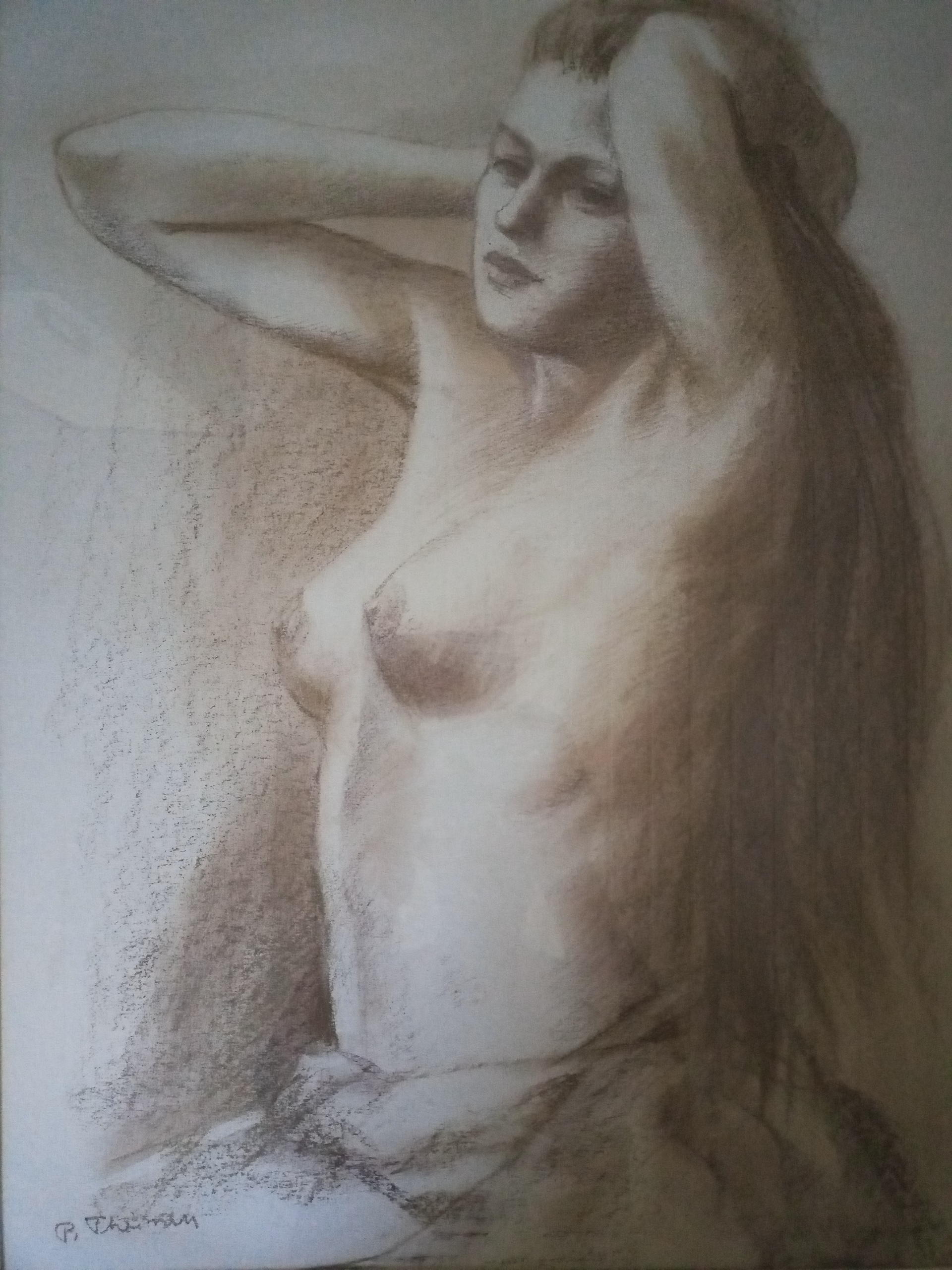
Kreidezeichnung: Mädchen mit Händen im Haar
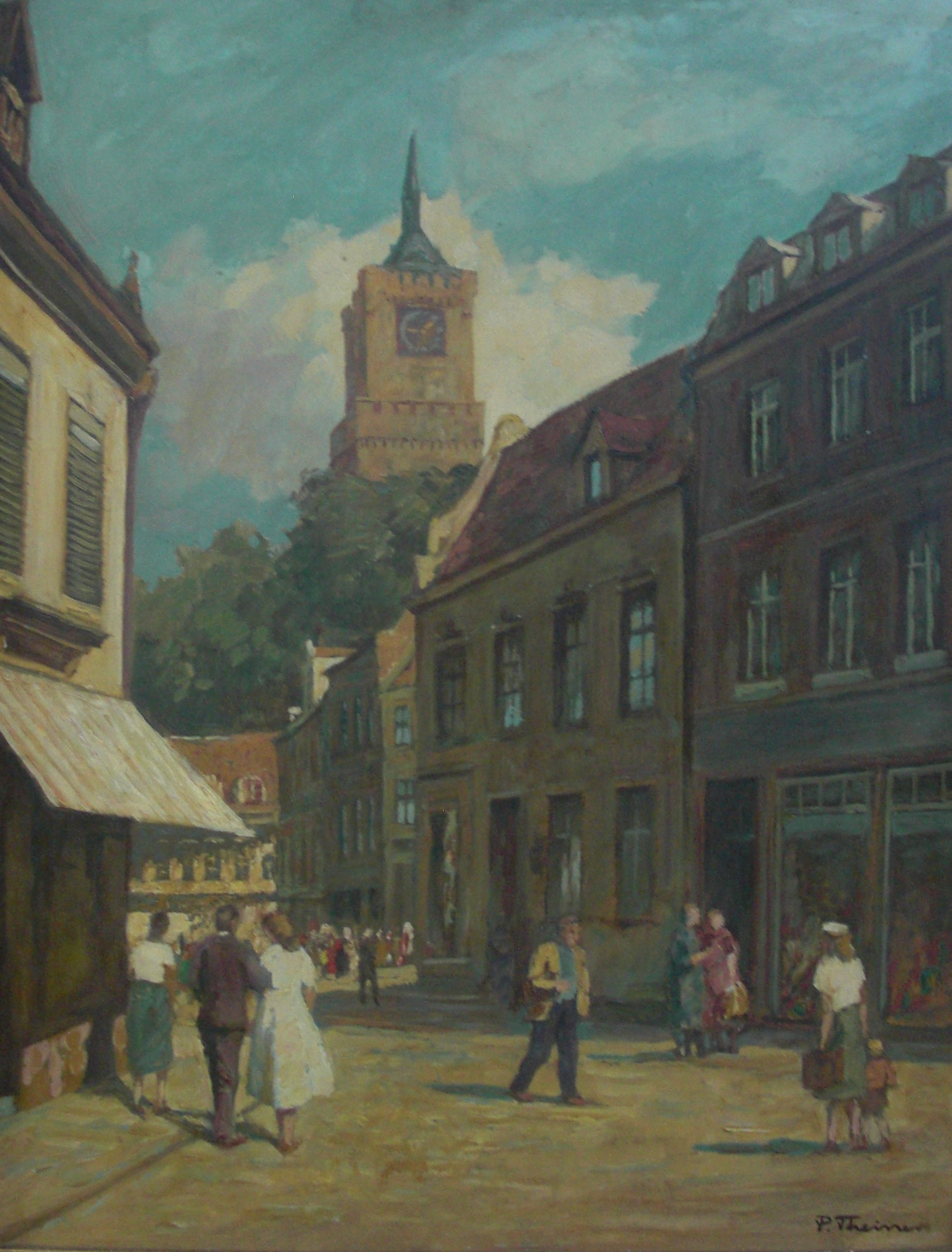
Gemälde: Fischmarkt in Kleve mit Schwanenturm (entstanden vermutlich 1942–1944)